# 結構荷重
結構荷重（Structural load），或稱負荷、載重、荷载或载荷，一般指作用在物体上的外加力。
廣義上，結構荷重是指施加在結構構件上，造成結構系統產生反力、內力，或發生節點變位、桿件變形的外部因素。

## 等效荷重
- 等效荷重（Equivalent Load）是建築規範或建築技術規則制定時，為使設計人及審核人員有一定的標準，經統計分析規定的數值，通常採用較高的安全係數，並需要適時修正。

## 荷重分類
結構荷重的分類繁瑣，又因受力的方式、位置、方向的不同而有不同，大致可分為：
1. 一般荷重
  1. 靜荷重（Dead Loads, Static Loads）：結構自重或固定器具重量，大小、位置和方向都不变的，例如建筑物的自重。
  2. 动荷重（Live Loads, Dynamic Loads）：指土木建筑方面移动的荷载，重量非固定，大小、位置和方向随时间变化，例如家具、人，以至桥梁所受的车辆重等。積雪處還包括雪載重，還可細分為：
    1. 水平活荷重（橫力）。
    2. 垂直活荷重。

  3. 衝擊荷重（Impact Loads）：以较高速度同物体相接触
  4. 交变载荷（Cyclic loads）：随着时间作周期性改变的载荷
2. 自然氣候荷重：
  1. 風壓（Wind Load）：為橫力的一種，風對建築物產生的壓力，因空氣速度和密度及建築形狀而改變。
  2. 地震力（Earthquake Load）：也相當於一種橫力，由地震造成結構體變位變形，進而對構件形成壓力。
  3. 雨、雪、雹等。
3. 基礎荷重：
  1. 不均勻沉陷荷重（Unequal Settlement Load）。
  2. 土壓力（浮力）：又包含主動土壓力與被動土壓力。
  3. 水壓力。
4. 結構設計預力。
5. 工程因素：
  1. 組合載重（Combine Load）。
  2. 殘留應力（Residenal Load）或鎖入應力。
  3. 混凝土乾縮等。

另外還有其他因素如
1. 溫度荷重（Thermal Load）：物体由于外部或各部分间的相互约束，在温度变化时不能自由涨缩，所引起的约束力。
  1. 均勻溫差荷重。
  2. 內外溫差荷重。
2. 共振載重（Resonant Load）。
3. 火災負荷（Fire Load）。

- 包含溫度荷重、不均勻沉陷、及工作外力的荷重，又稱二次應力荷重。

## 影響
荷载作用能使结构产生内力、应变、变形、应力、裂缝等效应。

## 相關領域
- 力學
- 建築結構系統
- 材料力學